# Union Center (Wisconsin)
Union Center es una villa ubicada en el condado de Juneau en el estado estadounidense de Wisconsin. En el Censo de 2010 tenía una población de 200 habitantes y una densidad poblacional de 102,41 personas por km².

## Geografía
Union Center se encuentra ubicada en las coordenadas 43°40′57″N 90°15′49″O / 43.68250, -90.26361. Según la Oficina del Censo de los Estados Unidos, Union Center tiene una superficie total de 1.95 km², de la cual 1.95 km² corresponden a tierra firme y (0%) 0 km² es agua.

## Demografía
Según el censo de 2010, había 200 personas residiendo en Union Center. La densidad de población era de 102,41 hab./km². De los 200 habitantes, Union Center estaba compuesto por el 98.5% blancos, el 0% eran afroamericanos, el 0% eran amerindios, el 1.5% eran asiáticos, el 0% eran isleños del Pacífico, el 0% eran de otras razas y el 0% pertenecían a dos o más razas. Del total de la población el 0.5% eran hispanos o latinos de cualquier raza.